# Sapromyza carinatula
Sapromyza carinatula är en tvåvingeart som beskrevs av Shatalkin 1992. Sapromyza carinatula ingår i släktet Sapromyza och familjen lövflugor. Inga underarter finns listade i Catalogue of Life.